# Dolf van Kol
Adolf Henri „Dolf” van Kol (ur. 2 sierpnia 1902 w Amsterdamie, zm. 20 stycznia 1989 tamże) – holenderski piłkarz grający na pozycji obrońcy. W swojej karierze rozegrał 33 mecze i strzelił 4 gole w reprezentacji Holandii.

## Kariera klubowa
W swojej karierze piłkarskiej van Kol grał w klubie AFC Ajax. W sezonach 1930/1931 i 1931/1932 wywalczył z Ajaksem dwa tytuły mistrza Holandii.

## Kariera reprezentacyjna
W reprezentacji Holandii van Kol zadebiutował 25 października 1925 roku w wygranym 4:2 towarzyskim meczu z Danią, rozegranym w Amsterdamie. W 1928 roku był w kadrze Holandii na igrzyska olimpijskie w Amsterdamie. Od 1925 do 1931 roku rozegrał w kadrze narodowej 33 mecze i zdobył w nich 4 bramki.

## Kariera trenerska
W latach 1942–1945 van Kol był trenerem Ajaksu Amsterdam. W sezonie 1942/1943 zespół Ajaksu zdobył Puchar Holandii.